# Hallowed Be Thy Name
Hallowed Be Thy Name är en låt av det brittiska heavy metal-bandet Iron Maiden. Låten släpptes som singel i en liveversion den 4 oktober 1993 som den andra singeln från livealbumet A Real Live/Dead One. Låten fanns första gången med på albumet "The Number of the Beast" (1982) och den är skriven av basisten Steve Harris. Låten är inspelad i Olympic Arena i Moskva den 4 juni 1993 under Fear Of The Dark Tour. Omslaget på skivan är ovanligt eftersom sångaren Bruce Dickinson finns med på den. Bara på omslaget till albumet Somewhere in Time har det hänt tidigare, då hela bandet är avbildat. På omslaget har Eddie, som är utspökad som en djävul, spetsat Dickinson med en högaffel. Detta var även den sista singeln Dickinson medverkade på med Iron Maiden innan han lämnade bandet och ersattes av Blaze Bayley. Han återvände till bandet 1999.
På singeln finns tre andra sånger, även de liveinspelningar. De är "The Trooper" (inspelad i Ishallen i Helsingfors den 5 juni 1992), "Wasted Years" (inspelad Stadthalle i Bremen den 16 april 1993) och "Wrathchild" (inspelad under samma konsert som "The Trooper"). The Trooper och "Wasted Years" finns inte med på A Real Live/Dead One.

## Låtlista
1. "Hallowed Be Thy Name (live)" (Harris)
2. "The Trooper (live)" (Harris)
3. "Wasted Years (live)" (Smith)
4. "Wrathchild (live)" (Harris)

## Covers på låten
- 1993 – Ceremonial Oath
- 1998 – Cradle Of Filth
- 2002 – Iced Earth
- 2002 – Dream Theater
- 2007 – Machine Head

## Medverkande
- Bruce Dickinson – sång
- Steve Harris – bas
- Dave Murray – gitarr
- Janick Gers – gitarr
- Nicko McBrain – trummor